# Баба Новак (Сату Маре)
Баба Новак (рум. Baba Novac) насеље је у Румунији у округу Сату Маре у општини Ардуд. Oпштина се налази на надморској висини од 127 m.

## Становништво
Према подацима из 2002. године у насељу је живело 571 становника.

### Попис2002.
| Расподела становништва по националности 2002.‍ | Расподела становништва по националности 2002.‍ | Расподела становништва по националности 2002.‍ | Расподела становништва по националности 2002.‍ | Расподела становништва по националности 2002.‍ |
| --------------------------------------------- | --------------------------------------------- | --------------------------------------------- | --------------------------------------------- | --------------------------------------------- |
|                                               |                                               |                                               |                                               |                                               |
| Румуни                                        | Румуни                                        |                                               | 543                                           | 95,3%                                         |
| Мађари                                        | Мађари                                        |                                               | 12                                            | 2,1%                                          |
| Роми                                          | Роми                                          |                                               | 15                                            | 2,6%                                          |